# Сідней (футболіст)
Сідней Решел да Сілва Жуніор (порт. Sidnei Rechel da Silva Júnior; 23 серпня 1989, Алегрете), відомий як Сідней — бразильський футболіст, центральний захисник клубу «Реал Бетіс».

## Кар'єра
Сідней народився в Алегрете і почав професійну кар'єру в клубі «Інтернасьйонал», ставши частиною команди, яка 2007 року виграла «Рекопа Південної Америки». 24 липня 2008 року він підписав п'ятирічний контракт з португальською «Бенфікою», яка заплатила 5 млн євро за 50 % прав на футболіста.
У своєму першому сезоні в Португалії Сідней нечасто з'являвся у складі, проте йому вдалося зіграти 24 матчі в лізі і забити 3 голи, зокрема, в переможному дербі проти «Спортінга» 27 вересня 2008 року.
У листопаді 2008 року «Бенфіка» викупила 50 % прав на футболіста за 2 млн євро. Однак у сезоні 2009/10 Сідней зіграв лише 5 матчів. Того року «Бенфіка» повернула собі чемпіонський титул через п'ять років.
Провівши першу половину сезону 2010/11 на лавці запасних, Сідней повернувся до стартового складу коли продали Давіда Луїса до «Челсі» під час зимового трансферного вікна. 21 лютого 2011 року його вилучили в грі ліги проти «Спортінга», але «орлам» все-таки вдалося виграти 2-0. 28 березня 2011 року Сідней продовжив свій контракт ще на три роки, до 2016 року. Однак після кількох невдалих матчів гравець поступився своїм місцем в основі Жарделу.
У червні 2011 року турецький «Бешикташ» погодив з «Бенфікою» деталі оренди Сіднея на один рік з опцією подальшого викупу. 19 вересня він зробив перший в кар'єрі дубль у ворота «Анкарагюджю».
Турки не стали використовувати опцію викупу контракту Сіднея, і гравець повернувся до Португалії, проте керівництво команди на нього не розраховувало і перевело його в резервну команду. 29 липня 2013 року Сіднея і Піцці віддали в оренду до «Еспаньйола» на один рік.
1 вересня 2014 року Сідней перебрався в «Депортіво Ла-Корунья», також в оренду. Гравець відіграв у першому сезоні в 32 матчах, і клуб продовжив оренду ще на один рік.

## Статистика виступів
Станом на матч, що відбувся 17 березня 2019
| Клуб               | Сезон              | Ліга                  | Ліга | Ліга | Кубок | Кубок | Європа | Європа | Інші | Інші | Загалом | Загалом |
| Клуб               | Сезон              | Дивізіон              | Ігри | Голи | Ігри  | Голи  | Ігри   | Голи   | Ігри | Голи | Ігри    | Голи    |
| ------------------ | ------------------ | --------------------- | ---- | ---- | ----- | ----- | ------ | ------ | ---- | ---- | ------- | ------- |
| Інтернасьйонал     | 2007               | Серія A               | 21   | 0    | 0     | 0     | 0      | 0      | 0    | 0    | 21      | 0       |
| Інтернасьйонал     | 2008               | Серія A               | 4    | 1    | 0     | 0     | 0      | 0      | 0    | 0    | 4       | 1       |
| Інтернасьйонал     | Загалом            | Загалом               | 25   | 1    | 0     | 0     | 0      | 0      | 0    | 0    | 25      | 1       |
| Бенфіка            | 2008–09            | Прімейра-Ліга         | 24   | 3    | 3     | 0     | 6      | 0      | 2    | 1    | 35      | 4       |
| Бенфіка            | 2009–10            | Прімейра-Ліга         | 5    | 0    | 2     | 0     | 3      | 0      | 0    | 0    | 10      | 0       |
| Бенфіка            | 2010–11            | Прімейра-Ліга         | 16   | 3    | 2     | 0     | 4      | 0      | 5    | 0    | 27      | 3       |
| Бенфіка            | 2012–13            | Прімейра-Ліга         | 0    | 0    | 0     | 0     | 0      | 0      | 1    | 0    | 1       | 0       |
| Бенфіка            | Загалом            | Загалом               | 45   | 6    | 7     | 0     | 13     | 0      | 8    | 1    | 73      | 7       |
| Бешикташ           | 2011–12            | Суперліга (Туреччина) | 10   | 2    | 1     | 0     | 1      | 0      | —    | —    | 12      | 2       |
| Бешикташ           | Загалом            | Загалом               | 10   | 2    | 1     | 0     | 1      | 0      | 0    | 0    | 12      | 2       |
| Бенфіка Б          | 2012–13            | Сегунда-Ліга          | 21   | 0    | —     | —     | —      | —      | —    | —    | 21      | 0       |
| Бенфіка Б          | Загалом            | Загалом               | 21   | 0    | 0     | 0     | 0      | 0      | 0    | 0    | 21      | 0       |
| Еспаньйол          | 2013–2014          | Ла-Ліга               | 12   | 0    | 6     | 1     | —      | —      | —    | —    | 18      | 1       |
| Еспаньйол          | Загалом            | Загалом               | 12   | 0    | 6     | 1     | 0      | 0      | 0    | 0    | 18      | 1       |
| Депортіво          | 2014–2015          | Ла-Ліга               | 32   | 0    | 0     | 0     | —      | —      | —    | —    | 32      | 0       |
| Депортіво          | 2015–2016          | Ла-Ліга               | 33   | 0    | 0     | 0     | —      | —      | —    | —    | 33      | 0       |
| Депортіво          | 2016–2017          | Ла-Ліга               | 29   | 1    | 3     | 0     | —      | —      | —    | —    | 32      | 1       |
| Депортіво          | 2017–2018          | Ла-Ліга               | 21   | 1    | 1     | 0     | —      | —      | —    | —    | 22      | 1       |
| Депортіво          | Загалом            | Загалом               | 115  | 2    | 4     | 0     | 0      | 0      | 0    | 0    | 119     | 2       |
| Бетіс              | 2018–2019          | Ла-Ліга               | 19   | 1    | 3     | 0     | 7      | 1      | —    | —    | 29      | 2       |
| Бетіс              | Загалом            | Загалом               | 19   | 1    | 3     | 0     | 7      | 1      | 0    | 0    | 29      | 2       |
| Загалом за кар'єру | Загалом за кар'єру | Загалом за кар'єру    | 247  | 12   | 21    | 1     | 21     | 1      | 8    | 1    | 297     | 15      |

## Досягнення
Інтернасьйонал
- Переможець Рекопи Південної Америки: 2007

Бенфіка
- Чемпіон Португалії: 2009/10
- Володар Кубка Португалії: 2008/09, 2009/10, 2010/11
- Володар Суперкубка Португалії: 2014

Бразилія
- Чемпіон Південної Америки (U-17): 2005